# Peluche
Peluche (termine francese, pron. /pə.lyʃ/), in italiano anche peluscia, peluscio o pelusce, è una particolare stoffa formata da fibre naturali o sintetiche, caratterizzata da un pelo lungo e morbido usato per realizzare pupazzi a forma di animale o di icone specifiche che, per sineddoche, vengono chiamati anch'essi peluche. 
Questo tipo di tessuto è utilizzato soprattutto nel confezionare animaletti finti e pupazzi per bambini. Animaletti di peluche sono anche usati per fare portachiavi o altri ninnoli usati anche da adulti.
Michtom iniziò a produrre in serie orsi e fino ad oggi hanno avuto molto successo. Ora, sono stati realizzati animali di peluche che parlano o sono interattivi, in modo che i bambini piccoli possano legarsi al giocattolo come se fosse reale.

## Etimologia
L'etimo del termine è il francese éplucher, che deriva a sua volta dal francese antico pelucher, il quale ha origine dal latino volgare piluccāre, derivato dal latino classico pilāre, che significa "spelare".

## Storia
Secondo alcuni l'origine degli animaletti di peluche come giocattoli per bambini avrebbe origini antichissime. 
Nell'Antico Egitto pellicce di animali venivano cucite per dare forma a piccoli animali per costruire balocchi per i bambini ma anche opere d'arte magari adoperate durante cerimonie religiose.
In epoca moderna l'enorme diffusione di pupazzi e animaletti di peluche prodotti come giocattoli per bambini può essere dovuta al fatto che spesso le famiglie della borghesia di molte città europee non erano solite possedere alcun animale domestico dentro casa – per lo meno nelle stanze cosiddette padronali – e dunque per compensare alla mancanza di animali come cani o gatti, che in moltissime tradizioni europee erano presenza imprescindibile nell'infanzia e nell'educazione dei bambini, si sia sviluppata l'usanza degli orsacchiotti o di altri animali di peluche.
Alcuni peluche sono molto antichi, come le bambole di pezza fatte in casa degli anni '30 dell'Ottocento, che erano fatte di stoffa in modo tradizionale fin dall'antichità, con pezzi di vecchi vestiti non più utilizzati. Una delle caratteristiche degli animali imbalsamati è che di solito sono molto morbidi, a questo scopo, nella maggior parte di essi, oggi viene utilizzato il poliestere, sia per il tessuto che per l'imbottitura.
Il primo orsacchiotto (conosciuto in inglese come Teddy Bear) fu creato dall'americano Morris Michtom nel 1902. Per questo si ispirò a una foto apparsa sui giornali dell'epoca in cui appariva un orso legato a un albero. L'orso in questione era un modo per rendere le cose più facili a Theodore Roosevelt un giorno quando andò a caccia durante un conflitto transfrontaliero tra gli stati della Louisiana e del Mississippi.

## Applicazioni
L'uso più tipico è l'orsacchiotto che i bambini usano per dormire, ma sono spesso usati anche per Natale o altre feste. A San Valentino, indipendentemente dall'età, ci sono persone che si regalano animali di peluche per festeggiare. Un altro caso potrebbe essere per il compleanno di qualcuno, in cui gli viene regalato un orsacchiotto di compleanno o un orsacchiotto a forma di torta. Servono anche come regali alle fiere: quando vinci una partita, il premio può essere un peluche gigante. C'è il merchandising con peluche di personaggi brevettati come i protagonisti della Disney. Indirettamente, possono essere utilizzati nella pubblicità, come nel caso dei peluche giganti di Disneyland: Topolino, La Bestia.

## Galleria d'immagini

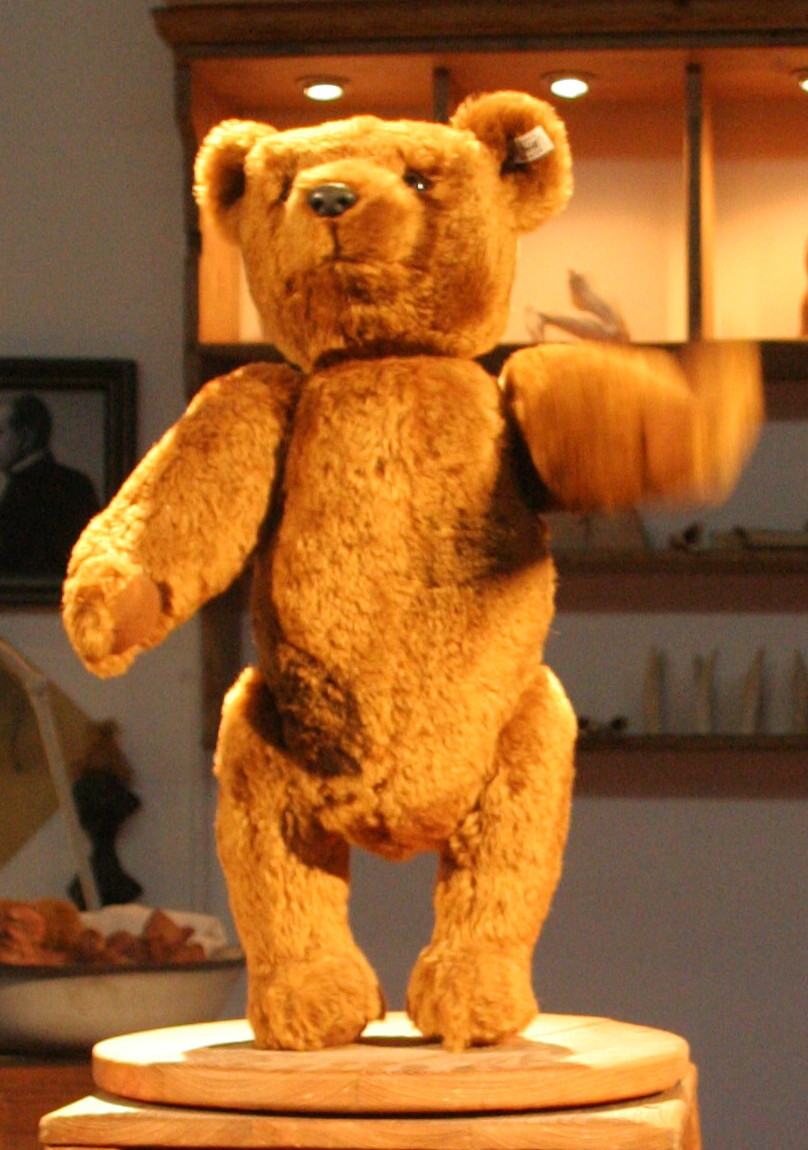
Replica di un orsacchiotto Steiff originale del 1903, Steiff-Museum Giengen, Germania.
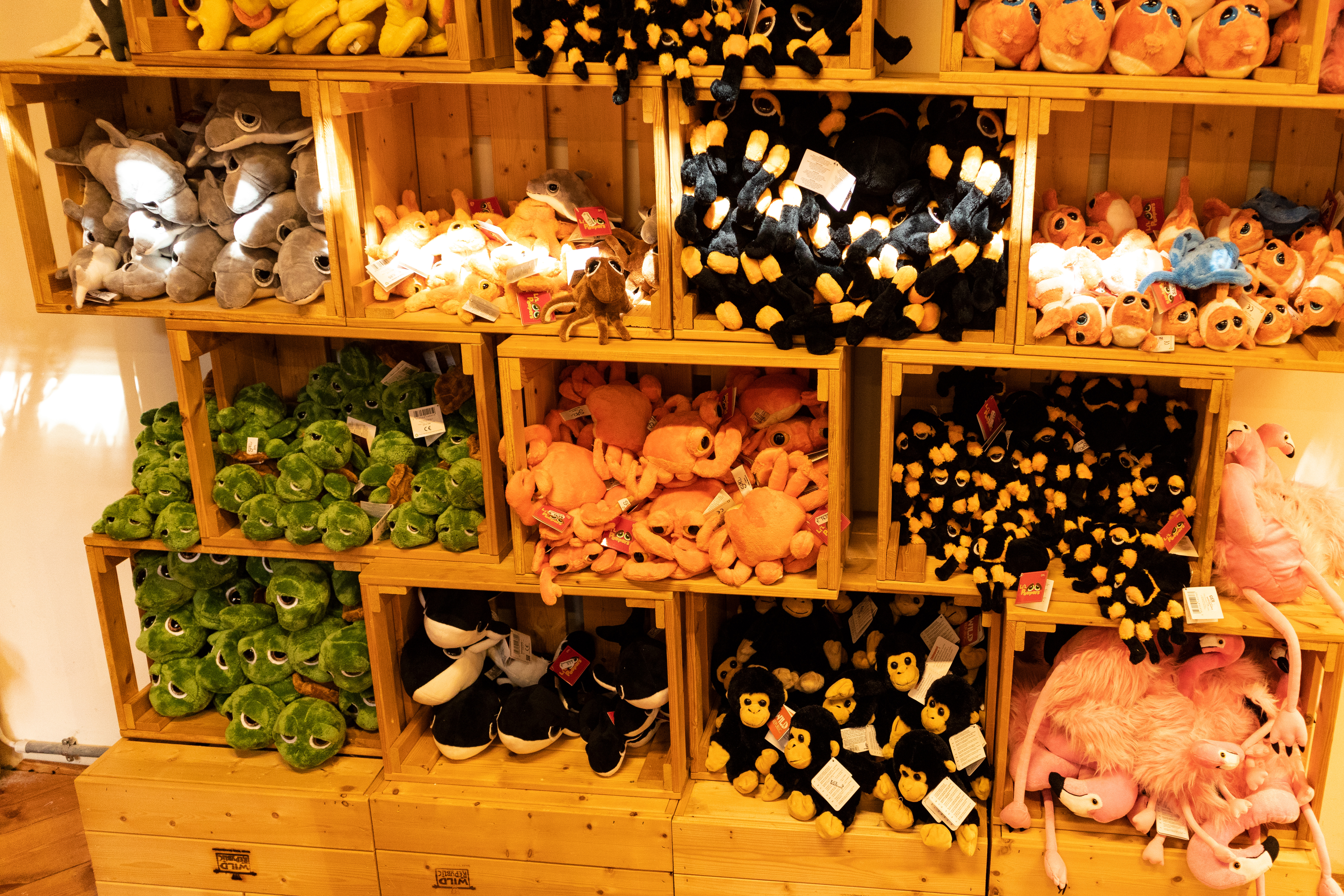
Animali di peluche in vendita.
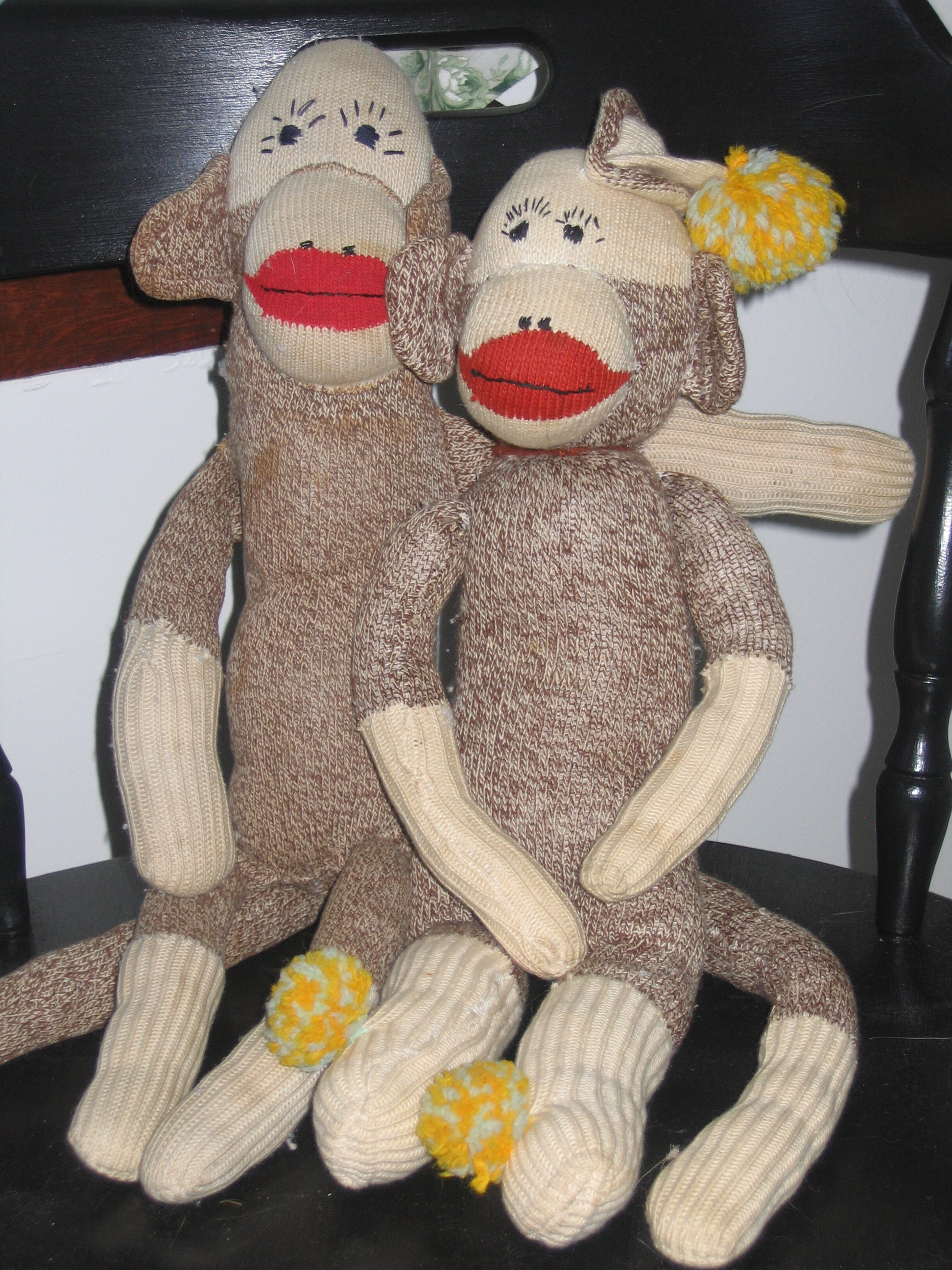
Le scimmie calzino fatte in casa fanno parte della cultura statunitense e canadese sin dalla Grande Depressione.
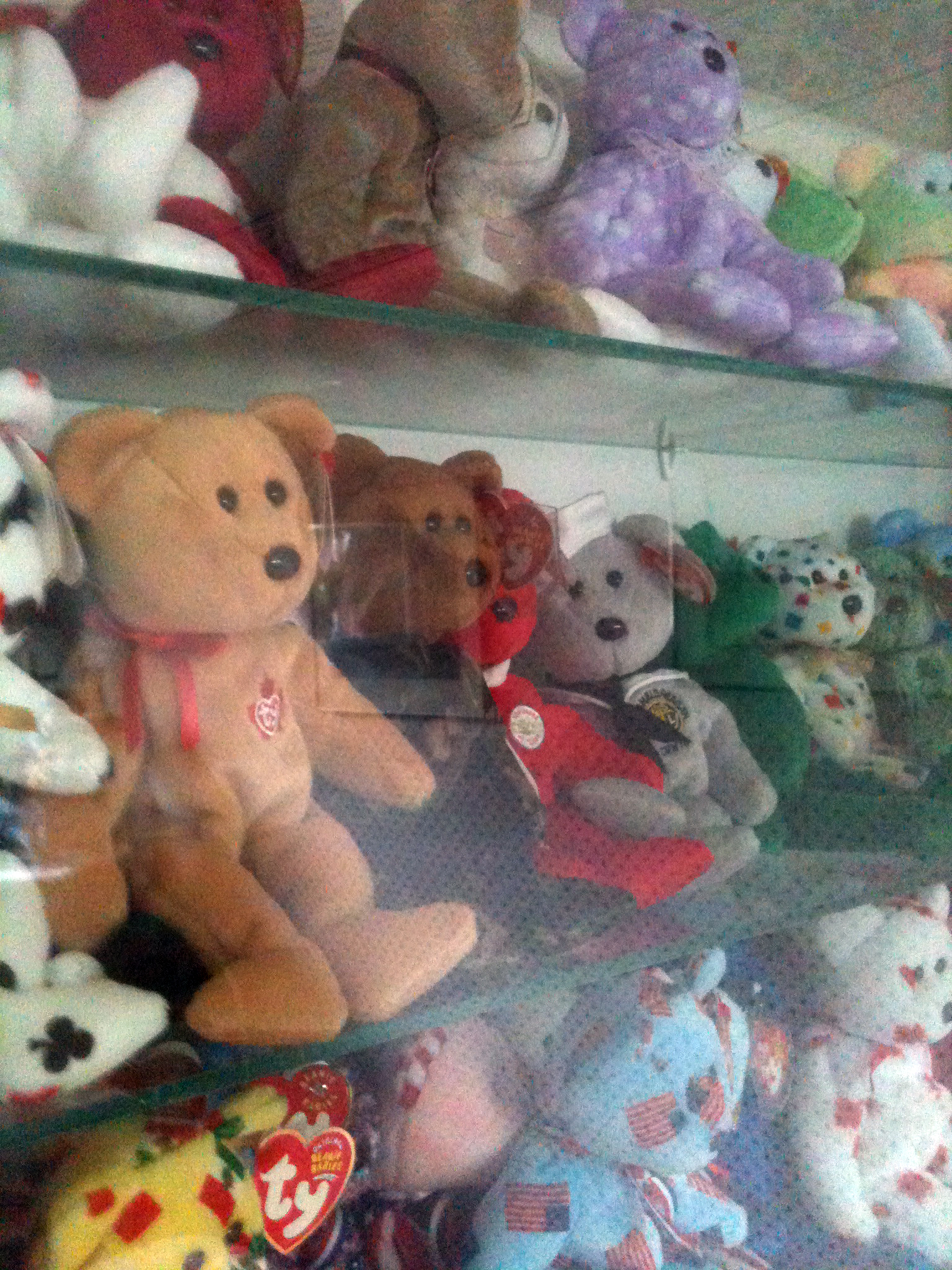
Alcuni Beanie Babies esposti da un collezionista.
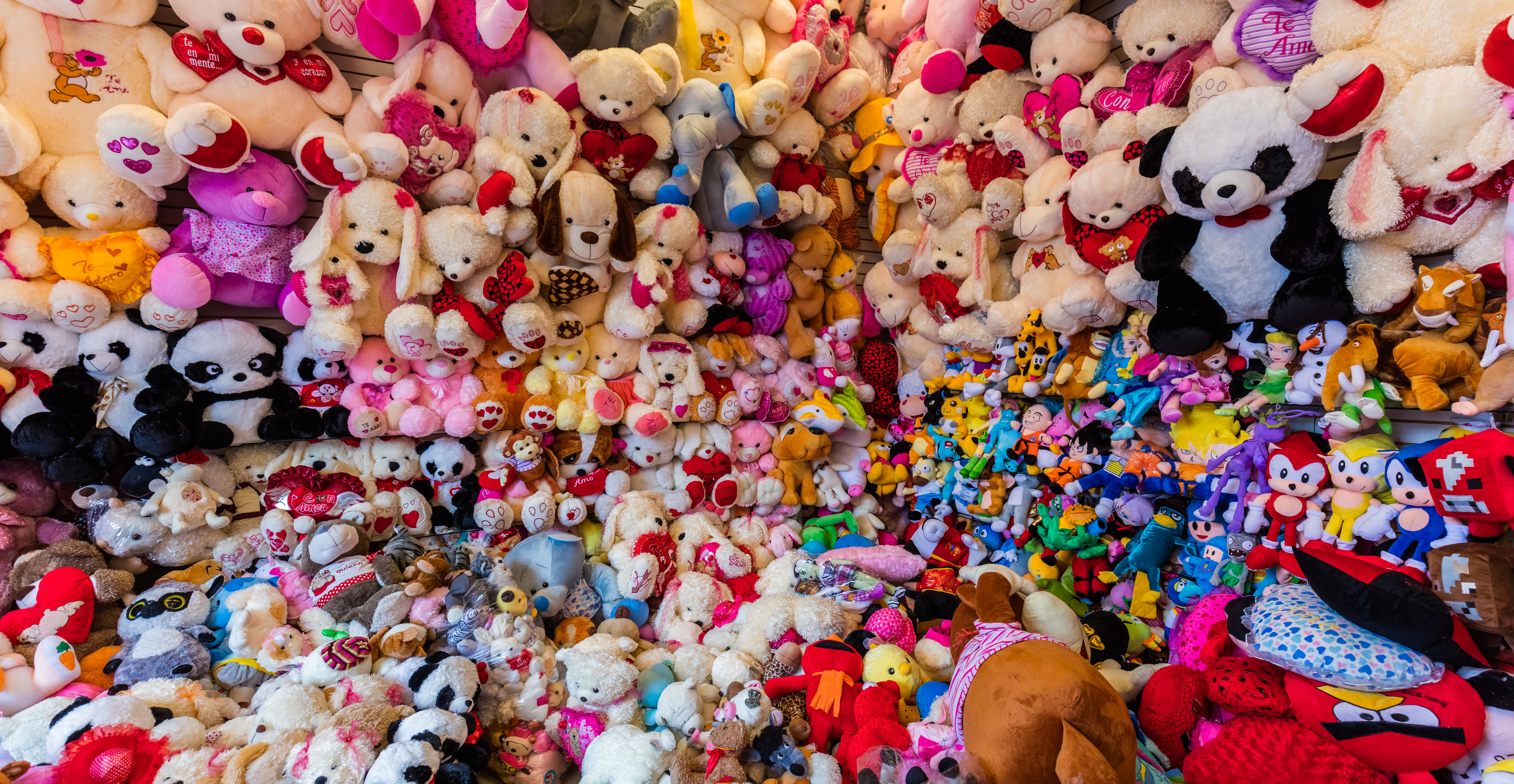
Un negozio di orsacchiotti a Lima, in Perù.